# Андерсон Сілва
А́ндерсон да Сі́лва (порт. Anderson da Silva; народився 14 квітня 1975, Куритиба, Бразилія) — бразильський спортсмен, спеціаліст зі змішаних бойових мистецтв (англ. MMA). Чемпіон світу зі змішаних бойових мистецтв у напівсередній ваговій категорії за версією ISC (2001 рік), та у середній ваговій категорії за версією Cage Rage (2004 – 2006 роки). Чемпіон світу зі змішаних бойових мистецтв у середній ваговій категорії за версією UFC (2006 – 2013 роки). Йому належить рекорд UFC за кількістю виграних поспіль боїв (16) та кількістю успішних захистів титулу (10). Протягом своєї кар'єри Сілва змагався у трьох вагових категоріях.
«Найкращий боєць десятиріччя (2000 – 2010 роки) у середній ваговій категорії» за версією видання «Bleacher Report».
Відзначився перемогами над чемпіоном світу в напівсередній і середній вагових категоріях за версією PRIDE Деном Хендерсоном, чемпіонами світу за версією UFC: Карлосом Ньютоном (в напівсередній ваговій категорії), Річем Франкліном та Вітором Белфортом (в середній ваговій категорії), Форрестом Гріффіном (в напівважкій ваговій категорії).
Андерсон Сілва є знавцем тайського боксу, тхеквондо (чорний пояс), дзюдо (чорний пояс), і бразильського дзюдзюцу (чорний пояс).
Андерсон захоплюється танцями і капоейрою, є прихильником творчості Майкла Джексона, сценічний образ якого запозичував для виходу до бою.
За видовищні виступи в чемпіонаті UFC нагороджений такими грошовими преміями:
- «Бій вечора» (3 рази)
- «Нокаут вечора» (7 разів)
- «Підкорення вечора» (2 рази)

## Статистика в змішаних бойових мистецтвах
| Результат | Противник            | Вага     | Спосіб                                           | Раунд | Час   | Дата            | Місце                                | Подія                           | Примітки |
| --------- | -------------------- | -------- | ------------------------------------------------ | ----- | ----- | --------------- | ------------------------------------ | ------------------------------- | --- |
| Поразка   | Кріс Вайдмен         | 77-84 кг | Технічний нокаут (травма)                        | 2     | 1:16  | 28 грудня 2013  | Лас-Вегас, США                       | «UFC 168»                       | Бій за титул чемпіона у середній ваговій категорії.                                                             |
| Поразка   | Кріс Вайдмен         | 77-84 кг | Нокаут (удари кулаками)                          | 2     | 1:18  | 6 липня 2013    | Лас-Вегас, США                       | «UFC 162»                       | Втратив титул чемпіона у середній ваговій категорії.                                                            |
| Перемога  | Стефан Боннар        | 84-93 кг | Технічний нокаут (удар коліном і удари кулаками) | 1     | 4:40  | 13 жовтня 2012  | Ріо-де-Жанейро, Бразилія             | «UFC 153»                       | Рейтинговий бій у напівважкій ваговій категорії.                                                                |
| Перемога  | Чейл Соннен          | 77-84 кг | Технічний нокаут (удар коліном і удари кулаками) | 2     | 1:55  | 6 липня 2012    | Лас-Вегас, Невада, США               | «UFC 148»                       | Захистив титул чемпіона у середній ваговій категорії. Нагороджений премією «Нокаут вечора».                     |
| Перемога  | Юсін Окамі           | 77-84 кг | Технічний нокаут (удари кулаками)                | 2     | 2:04  | 27 серпня 2011  | Ріо-де-Жанейро, Бразилія             | «UFC 134»                       | Захистив титул чемпіона у середній ваговій категорії.                                                           |
| Перемога  | Вітор Белфорт        | 77-84 кг | Нокаут (удар ногою і удари кулаками)             | 1     | 3:25  | 5 лютого 2011   | Лас-Вегас, Невада, США               | «UFC 126»                       | Захистив титул чемпіона у середній ваговій категорії. Нагороджений премією премію «Нокаут вечора».              |
| Перемога  | Чейл Соннен          | 77-84 кг | Підкорення (больовий прийом на руку)             | 5     | 3:10  | 7 серпня 2010   | Окленд, Каліфорнія, США              | «UFC 117»                       | Захистив титул чемпіона у середній ваговій категорії. Нагороджений преміями «Бій вечора» і «Підкорення вечора». |
| Перемога  | Деміан Мая           | 77-84 кг | Рішення суддів (одностайне)                      | 5     | 5:00  | 10 квітня 2010  | Абу-Дабі, Об'єднані Арабські Емірати | «UFC 112»                       | Захистив титул чемпіона у середній ваговій категорії.                                                           |
| Перемога  | Форрест Гріффін      | 84-93 кг | Нокаут (удар кулаком)                            | 1     | 3:21  | 8 серпня 2009   | Філадельфія, Пенсільванія, США       | «UFC 101»                       | Рейтинговий бій у напівважкій ваговій категорії. Нагороджений преміями «Бій вечора» і «Нокаут вечора».          |
| Перемога  | Таліс Леітіс         | 77-84 кг | Рішення суддів (одностайне)                      | 5     | 5:00  | 18 квітня 2009  | Монреаль, Квебек, Канада             | «UFC 97»                        | Захистив титул чемпіона у середній ваговій категорії.                                                           |
| Перемога  | Патрік Коте          | 77-84 кг | Технічний нокаут (травма коліна)                 | 3     | 0:39  | 25 жовтня 2008  | Роузмонт, Іллінойс, США              | «UFC 90»                        | Захистив титул чемпіона у середній ваговій категорії.                                                           |
| Перемога  | Джеймс Ірвін         | 84-93 кг | Нокаут (удари кулаками)                          | 1     | 1:09  | 19 липня 2008   | Лас-Вегас, Невада, США               | «UFC Fight Night 14»            | Рейтинговий бій у напівважкій ваговій категорії.                                                                |
| Перемога  | Ден Хендерсон        | 77-84 кг | Підкорення (удушення руками)                     | 2     | 4:50  | 1 березня 2008  | Колумбус, Огайо, США                 | «UFC 82»                        | Захистив титул чемпіона у середній ваговій категорії. Нагороджений преміями «Бій вечора» і «Підкорення вечора». |
| Перемога  | Річ Франклін         | 77-84 кг | Технічний нокаут (удари коліньми)                | 2     | 1:07  | 20 жовтня 2007  | Цинциннаті, Огайо, США               | «UFC 77»                        | Захистив титул чемпіона у середній ваговій категорії. Нагороджений премією «Нокаут вечора».                     |
| Перемога  | Нейт Маркуардт       | 77-84 кг | Технічний нокаут (удари кулаками)                | 1     | 4:50  | 7 липня 2007    | Сакраменто, Каліфорнія, США          | «UFC 73»                        | Захистив титул чемпіона у середній ваговій категорії. Нагороджений премією «Нокаут вечора».                     |
| Перемога  | Тревіс Люттер        | 77-84 кг | Підкорення (удушення ногами і удари ліктями)     | 2     | 2:11  | 3 лютого 2007   | Лас-Вегас, Невада, США               | «UFC 67»                        | Статус бою було змінено з чемпіонського на рейтинговий (Тревіс Люттер перевищив дозволений поріг ваги).         |
| Перемога  | Річ Франклін         | 77-84 кг | Нокаут (удари коліньми)                          | 1     | 2:59  | 14 жовтня 2006  | Лас-Вегас, Невада, США               | «UFC 64»                        | Виграв титул чемпіона у середній ваговій категорії. Нагороджений премією «Нокаут вечора».                       |
| Перемога  | Кріс Лібен           | 77-84 кг | Нокаут (удари коліньми)                          | 1     | 0:49  | 28 червня 2006  | Лас-Вегас, Невада, США               | «UFC Fight Night 5»             | Нагороджений премією «Нокаут вечора».                                                                           |
| Перемога  | Тоні Фрікланд        | 77-84 кг | Нокаут (удар ліктем)                             | 1     | 2:02  | 22 квітня 2006  | Лондон, Англія, ВБ                   | «Cage Rage 16»                  | Захистив титул чемпіона у середній ваговій категорії.                                                           |
| Поразка   | Юсін Окамі           | 77-84 кг | Дискваліфікація (заборонений удар)               | 1     | 2:33  | 20 січня 2006   | Гонолулу, Гаваї, США                 | «Rumble on the Rock 8»          | |
| Перемога  | Кьортіс Стоут        | 77-84 кг | Нокаут (удари кулаками)                          | 1     | 4:59  | 3 грудня 2005   | Лондон, Англія, ВБ                   | «Cage Rage 14»                  | Захистив титул чемпіона у середній ваговій категорії.                                                           |
| Перемога  | Хорхе Рівера         | 77-84 кг | Технічний нокаут (удари коліньми)                | 2     | 3:53  | 30 квітня 2005  | Лондон, Англія, ВБ                   | «Cage Rage 11»                  | Захистив титул чемпіона у середній ваговій категорії.                                                           |
| Поразка   | Рьо Тьонан           | 77-84 кг | Підкорення (больовий прийом на ногу)             | 3     | 3:08  | 31 грудня 2004  | Сайтама, Японія                      | «Pride Shockwave 2004»          | |
| Перемога  | Лі Мюррей            | 77-84 кг | Рішення суддів (одностайне)                      | 3     | 5:00  | 11 вересня 2004 | Лондон, Англія, ВБ                   | «Cage Rage 8»                   | Виграв титул чемпіона у середній ваговій категорії.                                                             |
| Перемога  | Джеремі Горн         | 77-84 кг | Рішення суддів (одностайне)                      | 3     | 5:00  | 27 червня 2004  | Сеул, Південна Корея                 | «Gladiator FC: Day 2»           | |
| Перемога  | Валдір дус Анжус     |          | Технічний нокаут (рішення кутового)              | 1     | 5:00  | 20 грудня 2003  | Віторія-да-Конкіста, Бразилія        | «Conquista Fight 1»             | |
| Поразка   | Дайдзю Такасе        |          | Підкорення (удушення ногами)                     | 1     | 8:33  | 8 червня 2003   | Йокогама, Японія                     | «Pride 26»                      | |
| Перемога  | Карлос Ньютон        | 70-77 кг | Нокаут (удар коліном)                            | 1     | 6:27  | 16 березня 2003 | Йокогама, Японія                     | «Pride 25»                      | |
| Перемога  | Александер Оцука     |          | Рішення суддів (одностайне)                      | 3     | 5:00  | 29 вересня 2002 | Наґоя, Японія                        | «Pride 22»                      | |
| Перемога  | Алекс Стіблінг       |          | Технічний нокаут (рішення лікаря)                | 1     | 1:23  | 23 червня 2002  | Сайтама, Японія                      | «Pride 21»                      | |
| Перемога  | Руан Карнейру        |          | Підкорення (удари кулаками)                      | 1     | 5:32  | 31 січня 2002   | Куритиба, Бразилія                   | «Mecca: World Vale Tudo 6»      | |
| Перемога  | Хаято Сакурай        | 70-77 кг | Рішення суддів (одностайне)                      | 3     | 5:00  | 26 серпня 2001  | Осака, Японія                        | «Shooto: To The Top 7»          | Виграв титул чемпіона у напівсередній ваговій категорії.                                                        |
| Перемога  | Ізраел Албукеркі     |          | Підкорення (удари кулаками)                      | 1     | 6:17  | 9 червня 2001   | Куритиба, Бразилія                   | «Mecca: World Vale Tudo 5»      | |
| Перемога  | Тецуї Като           | 70-77 кг | Рішення суддів (одностайне)                      | 3     | 5:00  | 2 березня 2001  | Токіо, Японія                        | «Shooto: To The Top 2»          | |
| Перемога  | Клаудіонур Фонтінель |          | Технічний нокаут (удари кулаками і коліньми)     | 1     | 4:35  | 16 грудня 2000  | Куритиба, Бразилія                   | «Mecca: World Vale Tudo 4»      | |
| Перемога  | Жозе Баретту         |          | Технічний нокаут (удар ногою і удари кулаками)   | 1     | 1:06  | 12 серпня 2000  | Куритиба, Бразилія                   | «Mecca: World Vale Tudo 2»      | |
| Поразка   | Луїс Азереду         |          | Рішення суддів (одностайне)                      | 2     | 10:00 | 27 травня 2000  | Куритиба, Бразилія                   | «Mecca: World Vale Tudo 1»      | |
| Перемога  | Фабрісіу Камойнс     |          | Технічний нокаут (виснаження)                    | 1     | 25:14 | 25 червня 1997  | Кампу-Гранді, Бразилія               | «Brazilian Freestyle Circuit 1» | |
| Перемога  | Раймунду Пінейру     |          | Підкорення (удушення руками)                     | 1     | 1:53  | 25 червня 1997  | Кампу-Гранді, Бразилія               | «Brazilian Freestyle Circuit 1» | |

## Статистика в боксі
| Результат | Противник            | Спосіб           | Раунд | Час  | Дата           | Місце    | Подія | Примітки |
| --------- | -------------------- | ---------------- | ----- | ---- | -------------- | -------- | ----- | -------- |
| Перемога  | Жуліу Сезар де Жесус | Нокаут           | 2     | 2:01 | 6 серпня 2005  | Бразилія |       |          |
| Поразка   | Озмар Луїс Тейшейра  | Технічний нокаут | 2     | 1:31 | 22 травня 1998 | Бразилія |       |          |

## Фільмографія
1. 2009 - Ніколи не здавайся
2. 2014 - Рукопашний бій